# Fanfare (film)

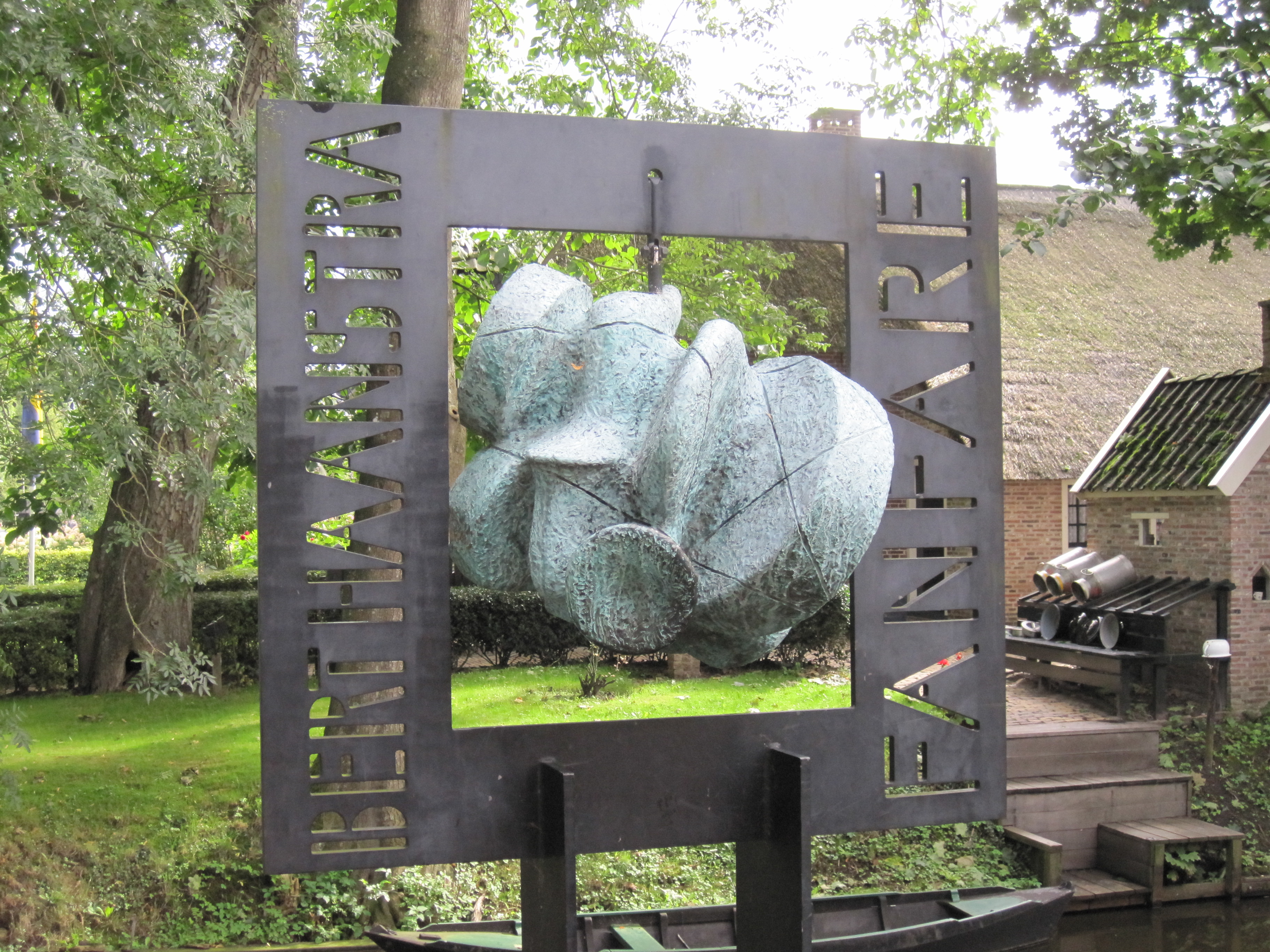
Beeld door Pépé Grégoire ter ere van Haanstra, Giethoorn

Fanfare is een Nederlandse komische speelfilm uit 1958, geregisseerd door Bert Haanstra. De film werd opgenomen in het dorp Giethoorn en behoort tot de mijlpalen uit de Nederlandse filmgeschiedenis. Met ruim 2,6 miljoen bioscoopbezoekers is de film op Turks Fruit na, de succesvolste Nederlandse film aller tijden.
Het scenario werd geschreven door Bert Haanstra en Jan Blokker. Aan de film werd deelgenomen door een keur aan Nederlandse artiesten. De muziek is van de hand van Jan Mul en werd uitgevoerd door het Concertgebouworkest. De filmmuziek is als dubbelmars uitgegeven onder de naam Fanfare in Es.
De film was het speelfilmdebuut van Bert Haanstra, en wordt gezien als uniek in de Nederlandse cinema. De kosten bedroegen 450 duizend gulden, maar de film bracht 1,2 miljoen gulden op. In het restaurant Smits Paviljoen in Giethoorn herinneren grote wandposters nog aan de filmopnames van meer dan 60 jaar geleden. Aan het Binnenpad is nog steeds het Café Fanfare gevestigd, waar een gedeelte van de opnames is gemaakt. Giethoorn raakte als gevolg van de film in de mode bij Nederlandse artiesten. Onder meer Rijk de Gooyer en Peter van Straaten kochten er in de jaren zeventig een huis.
Aan het eind van de film komen de twee rivaliserende muziekkorpsen terecht op een muziekconcours. Haanstra filmde dit concours op een weiland in Diever. Hij gebruikte hiervoor muzikanten van verschillende korpsen uit de regio van Diever als figurant. Het vaandel van Wapse is in de film duidelijk te zien.

## Verhaal
De film speelt zich af in het fictieve dorpje Lagerwiede, dat een goede fanfare telt, Kunst en Vriendschap geheten. Deze fanfare wil deelnemen aan een concours en heeft een grote kans in de prijzen te vallen.
Tijdens de voorbereiding op dat concours breekt echter ruzie uit tussen twee muzikanten. Als gevolg daarvan wordt de vereniging verdeeld in twee kampen die beide op eigen titel willen deelnemen aan het concours. Een componist schrijft voor beide orkesten een afzonderlijke compositie; op het eerste gehoor zijn het twee totaal verschillende stukken.
Na veel verwikkelingen arriveren beide orkesten gelijktijdig op het podium van het concours en beginnen eveneens gelijktijdig hun eigen stuk te spelen. Dan blijken beide stukken perfect in elkaar te passen, waarmee het concours gewonnen wordt.

## Rolverdeling
| Acteur             | Personage  | Beschrijving                               |
| ------------------ | ---------- | ------------------------------------------ |
| Hans Kaart         | Geursen    |                                            |
| Bernard Droog      | Krijns     |                                            |
| Albert Mol         | Schalm     | dirigent                                   |
| Ineke Brinkman     | Marije     | dochter van Geursen en verloofde van Douwe |
| Wim van den Heuvel | Douwe      | veldwachter                                |
| Andrea Domburg     | Lies       | zuster van Krijns                          |
| Henk van Buuren    | Valentijn  | dirigent                                   |
| Herbert Joeks      | Koendering | kruidenier                                 |
| Johan Valk         | Van Ogten  | burgemeester                               |
| Ton Lutz           | Altena     | componist                                  |
| Riek Schagen       | Aaltje     | kruideniersvrouw                           |
| Sara Heyblom       |            | leidster van vereniging                    |
| Dio Huysmans       | Zwaansdijk | vertegenwoordiger van Provinciale Staten   |
| Bob Verstraete     | Griep      | reisleider van een vereniging              |
| Jan Mol            | Henkie     | hulpje Krijns                              |
| Huib de Vries      |            |                                            |
| Willem Huysmans    |            |                                            |